# Nuptse
Il Nuptse (7.861 m s.l.m.) è una montagna del Khumbu, regione del Mahalangur Himal nel Nepal. Si trova a due km a ovest-sud-ovest del Monte Everest nel segmento più a ovest del massiccio Lhotse-Nuptse e infatti il suo nome, in tibetano, significa proprio picco ovest.

## Descrizione
Il crinale principale del Nuptse, in direzione est-ovest, è coronato da sette cime.
Qui sotto la lista delle cime in ordine di altezza:
| Cima            | metri | piedi  | Latitudine (N) | Longitudine (E) |
| --------------- | ----- | ------ | -------------- | --------------- |
| Nuptse I        | 7,861 | 25,790 | 27°57′59″      | 86°53′24″       |
| Nuptse II       | 7,827 | 25,679 | 27°57′52″      | 86°53′34″       |
| Nuptse Shar I   | 7,804 | 25,604 | 27°57′41″      | 86°53′47″       |
| Nuptse Nup I    | 7,784 | 25,538 | 27°58′05″      | 86°53′08″       |
| Nuptse Shar II  | 7,776 | 25,512 | 27°57′39″      | 86°53′55″       |
| Nuptse Nup II   | 7,742 | 25,400 | 27°58′06″      | 86°52′54″       |
| Nuptse Shar III | 7,695 | 25,246 | 27°57′30″      | 86°54′42″       |

Il picco più alto, il Nuptse I, è stato scalato per la prima volta il 16 maggio 1961 da Dennis Davis e lo sherpa Tashi, membri di una spedizione britannica.
Dopo una lunga pausa il Nuptse è tornato di nuovo un obiettivo per gli alpinisti di alto livello negli anni novanta e 2000 con importanti itinerari posti sulle pareti Sud, Ovest e Nord.
Nel 1997 vi scompare il noto alpinista sloveno Janez Jeglič, al termine della salita della cima nord-ovest effettuata con Tomaž Humar.
La salita del grande ed elegante pilastro sud, tentata più volte da diverse spedizioni, riesce nel novembre 2003 a Valery Babanov e Yuri Koshelenko e viene premiata con il Piolet d'Or nel 2004.
Il 30 aprile 2017, il famoso alpinista e scalatore svizzero Ueli Steck è morto in un incidente vicino al Campo 1 al largo del Cwm Occidentale, mentre si trovava in una salita di acclimatazione sulla parete nord del Muro del Nuptse.